# 中国电工技术学会
中国电工技术学会是中华人民共和国电工科技工作者组成的群众性学术团体，是中国科学技术协会主管的社会团体，1981年7月成立。